# Joseph Monier

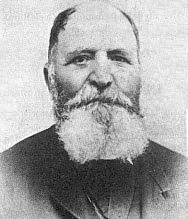
Joseph Monier.

Joseph Monier, född 8 november 1823 i Saint-Quentin-la-Poterie, Frankrike, död 13 mars 1906 i Paris, var en fransk trädgårdsmästare, ingenjör och uppfinnare. 
År 1867 tog Monier patent på ett sätt att förstärka blomkrukor av betongen med ståltrådsnät. Senare erhöll han patent på en liknande metod att med klena järnstänger armera tak, balkar och dylikt av betong. Han hade uppfunnit den armerade betongen, som skulle komma att få enorm betydelse för brobyggnadskonsten.